# Czternasty Kneset
Czternasty Kneset – czternasta kadencja parlamentu Izraela odbywająca się w latach 1996–1999.
Wybory odbyły się 29 maja 1996, a pierwsze posiedzenie parlamentu miało miejsce 17 czerwca 1996.

## Oficjalne wyniki wyborów
|  | Partia                                                                                   | Głosy     | Procent | Mandaty |
|  | ---------------------------------------------------------------------------------------- | --------- | ------- | ------- |
|  | Partia Pracy (Awoda) (ליכוד)                                                             | 818.741   | 27,5%   | 34      |
|  | Likud (ליכוד) – Geszer (גשר) – Comet (צומת)                                              | 767.401   | 25,8%   | 32      |
|  | Szas, (ש"ס)                                                                              | 259.796   | 8,7%    | 10      |
|  | Narodowa Partia Religijna (Mafdal) (מפלגה דתית לאומית-מפד"ל)                             | 240.271   | 8,1%    | 9       |
|  | Merec (מרצ)                                                                              | 226.275   | 7,5%    | 9       |
|  | Jisra’el ba-Alijja (ישראל בעלייה)                                                        | 174.994   | 5,8%    | 7       |
|  | Hadasz (Demokratyczny Front na Rzecz Pokoju i Równości) (החזית הדמוקרטית לשלום ולשוויון) | 129.455   | 4,4%    | 5       |
|  | Zjednoczony Judaizm Tory (יהדות התורה)                                                   | 98.657    | 3,3%    | 4       |
|  | 'Trzecia Droga                                                                           | 96.474    | 3,2%    | 4       |
|  | Zjednoczona Lista Arabska (Ra’am) (רע"ם)                                                 | 89.514    | 3,0%    | 4       |
|  | Moledet (מולדת)                                                                          | 72.002    | 2,4%    | 2       |
|  | Razem                                                                                    | 2.973.580 | 100,0%  | 120     |

## Posłowie
Posłowie wybrani w wyborach:
| Partia                    | Posłowie |
| ------------------------- | --- |
| Partia Pracy              | Adisu Masala, Amir Perec, Awraham Szochat, Awraham Jechezkel, Binjamin Ben Eli’ezer, Dalja Icik, Dawid Liba’i, Efi Oszaja, Efrajim Sneh, Ehud Barak, Eli Ben-Menachem, Eli Goldschmidt, Chaggaj Merom, Chajjim Ramon, Micha Goldman, Mosze Szachal, Nawaf Masalaha, Nissim Cewili, Ofir Pines-Paz, Uri Or, Ra’anan Kohen, Refa’el Ederi, Rafi Elul, Salih Tarif, Szalom Simchon, Szewach Weiss, Szimon Peres, Szelomo Ben Ammi, Sofa Landwer, Uzzi Baram, Ja’el Dajan, Jona Jahaw, Josi Belin, Josi Kac |
| Likud-Geszer-Comet        | Ariel Szaron, Awraham Hirszson, Binjamin Netanjahu, Ze’ew Binjamin Begin, Dan Meridor, Dan Tichon, Dawid Lewi, Dawid Magen, Dawid Re’em, Ehud Olmert, Elijjahu Ben Elisar, Eli’ezer Sandberg, Gidon Ezra, Chajjim Dajan, Jehoszua Maca, Limor Liwnat, Maksim Lewi, Me’ir Szitrit, Micha’el Etan, Micha’el Kleiner, Mosze Kacaw, Mosze Peled, Na’omi Blumenthal, Pini Badasz, Refa’el Etan, Sza’ul Amor, Silwan Szalom, Cachi Hanegbi, Uzzi Landau, Jehuda Lancry, Jicchak Mordechaj, Ze’ew Bojm         |
| Szas                      | Arje Deri, Arje Gamliel, Dawid Azulaj, Dawid Tal, Eli Jiszaj, Nissim Dahan, Refa’el Pinchasi, Szelomo Benizri, Jicchak Kohen, Jicchak Waknin |
| Narodowa Partia Religijna | Awner-Chaj Szaki, Awraham Sztern, Chanan Porat, Sza’ul Jahalom, Szemarjahu Ben-Cur, Jigga’el Bibi, Jicchak Lewi, Zewulun Hammer, Cewi Hendel |
| Merec                     | Amnon Rubinstein, Anat Ma’or, Awraham Poraz, Dawid Zucker, Chajjim Oron, Na’omi Chazzan, Ran Kohen, Walid Sadik, Josi Sarid |
| Jisra’el ba-Alijja        | Marina Solodkin, Micha’el Nudelman, Natan Szaranski, Roman Bronfman, Juli-Jo’el Edelstein, Jurij Sztern, Cewi Weinberg |
| Hadasz-Balad              | Ahmad Sa’d, Azmi Biszara, Haszem Mahameed, Salih Salim, Tamar Gożanski |
| Zjednoczony Judaizm Tory  | Awraham Rawic, Me’ir Porusz, Mosze Gafni, Szemu’el Halpert |
| Trzecia Droga             | Aleksander Lubocki, Awigdor Kahalani, Emanu’el Zisman, Jehuda Harel |
| Zjednoczona Lista Arabska | Abdulmalik Dehamsze, Abdulwahab Darawsze, Taleb El-Sana, Taufik Chatib |
| Moledet                   | Binjamin Elon, Rechawam Ze’ewi |

### Zmiany
Zmiany w trakcie kadencji:
| Następca          | Poprzednik          | Partia                    | Data                 |
| ----------------- | ------------------- | ------------------------- | -------------------- |
| Re’uwen Riwlin    | Elijjahu Ben Elisar | Likud-Geszer-Comet        | 1 września 1996      |
| Etan Kabel        | Dawid Liba’i        | Partia Pracy              | 15 października 1996 |
| Nisan Slomi’anski | Awraham Sztern      | Narodowa Partia Religijna | 12 maja 1997         |
| Elijjahu Gabbaj   | Zewulun Hammer      | Narodowa Partia Religijna | 20 stycznia 1998     |
| Rafik Hadż Jahja  | Mosze Szachal       | Partia Pracy              | 20 marca 1998        |
| Awraham Leizerson | Mosze Gafni         | Zjednoczony Judaizm Tory  | 23 października 1998 |
| Jisra’el Kac      | Ehud Olmert         | Likud-Geszer-Comet        | 18 listopada 1998    |
| Doron Szemu’eli   | Pini Badasz         | Likud-Geszer-Comet        | 30 listopada 1998    |

## Historia
Czternasty Kneset był pierwszym wybranym równolegle z bezpośrednimi wyborami premiera. Ten nowy system wyborczy miał na celu wzmocnienie władzy premiera. Jednak w praktyce to się nie sprawdziło. W rzeczywistości nowy system wyborczy osłabił znaczenie dwóch najsilniejszych partii, a Kneset został podzielony pomiędzy mniejsze polityczne ugrupowania (o sile 6-10 mandatów). Dodatkowo, podczas kadencji Knesetu zmalała dyscyplina deputowanych.
Liczne debaty dotyczyły tematu postępującego procesu pokojowego z Palestyńczykami. 16 stycznia 1997 Kneset zatwierdził porozumienie dotyczące Hebronu. Parlament zatwierdził również Memorandum Wye River, które zostało podpisane w październiku 1998 w Waszyngtonie (USA). Wywołało to jednak burzliwą dysputę i głosowanie wotum zaufania dla rządu 17 listopada 1998. W trakcie tych trudnych debat lewica skarżyła się na zbyt wolny postęp w procesie pokojowym, natomiast prawica wyrażała niepokój terytorialnymi ustępstwami Izraela.
Kneset zajmował się również sprawami gospodarczymi. Ministerstwo Finansów wprowadziło politykę ograniczania wydatków, a Bank Izraela podniósł stopy procentowe, co w sumie ochłodziło gospodarkę i spowolniło tempo rozwoju. Umożliwiło jednak zmniejszenie rosnącego zadłużenia i deficytu budżetu. Kneset rozwiązywał liczne sprawy pomiędzy religią a państwem.
Po kłopotach związanych z uchwaleniem budżetu na 1999, 4 stycznia 1999 Kneset podjął decyzję o samo rozwiązaniu się i ogłoszeniu wcześniejszych wyborów parlamentarnych.

### Dwudziesty siódmy rząd(1996−1999)
Dwudziesty siódmy rząd został sformowany przez Binjamina Netanjahu w dniu 18 czerwca 1996.